# Hällristningarna i Mongoliska Altai
Hällristningsområdet i Mongoliska Altai är ett område i västligaste delen av Mongoliet där man funnit en mängd hällristningar. Sedan 2011 är tre hällristningsplatser i området ett världsarv:
- Tsagan Salaa-Baga Oigor
- Övre Tsagaan Gol
- Aral Tolgoi